# Ланговой, Николай Петрович
Николай Петрович Ланговой (1860 — 10 апреля 1920) — русский учёный, специалист в области текстильного дела.

## Биография
Учился в 3-й московской гимназии — выпущен в 1878 году с серебряной медалью. По окончании курса в 1882 году физико-математического факультета Московского университета (со степенью кандидата), поступил в Санкт-Петербургский практический технологический институт, где избрал себе специальностью обработку волокнистых веществ. Окончив курс в 1885 году, с званием инженера-технолога, начал практическую деятельность на фабриках по полученной специальности.
Основные труды посвящены технологии волокнистых материалов (теории наматывания на прядильных машинах, вопросам переплетения тканей и др.). В 1887 году он участвовал в исследовании промышленности Царства Польского. В 1888 году получил от Петербургского технологического института приглашение на кафедру технологии волокнистых веществ в звании адъюнкта-профессора; с 1891 года утверждён в звании ординарного профессора.
Одновременно с чтением лекций в 1890 году он принимал деятельное участие в общем пересмотре таможенных тарифов. В 1893 году был одним из сотрудников по изданию департаментом торговли и мануфактур «Обзора фабрично-заводской промышленности и торговли» — для Всемирной выставки в Чикаго, куда он был командирован в качестве эксперта со стороны России. С 1896 года — вице-директор Департамента торговли и мануфактур.
Скончался от сыпного тифа в Петрограде 10 апреля 1920 года, похоронен на кладбище Александро-Невской лавры.

## Семья
- Отец — московский купец 1-й гильдии Пётр Емельянович Ланговой (1824—?), мать — Елизавета Саввишна.
  - Братья: Иван (1848—1883), Алексей (1856—1939) Сергей (1865—1924), Александр (1866—2.03.1915)[2].
  - Сёстры: Софья, Елизавета, Анна, Александра.